# Рудниця (Любуське воєводство)
Рудниця (пол. Rudnica) — село в Польщі, у гміні Кшешиці Суленцинського повіту Любуського воєводства.
Населення — 375 осіб (2011).
У 1975-1998 роках село належало до Гожовського воєводства.

## Демографія
Демографічна структура станом на 31 березня 2011 року:
|          | Загалом | Допрацездатний вік | Працездатний вік | Постпрацездатний вік |
| -------- | ------- | ------------------ | ---------------- | -------------------- |
| Чоловіки | 188     | 43                 | 135              | 10                   |
| Жінки    | 187     | 38                 | 107              | 42                   |
| Разом    | 375     | 81                 | 242              | 52                   |